# 地域情報ナビ impulse
地域情報ナビ impulse（ちいきじょうほうナビ インパルス）は、富山県にあるIT企業、株式会社トヤマデータセンター内に設立されたimpulse推進本部が運営する地域情報ポータルサイトである。
全国版の検索サイトではカバーしきれない地域情報をより多く収集し市町村別にわかりやすく整理することで、地域に密着した情報発信を最大の特長としている。
また、文字メニューを採用したディレクトリー型検索サイトであることも大きな特長である。

## 沿革
2000年4月に開設した「富山情報ナビ」を始めとして、2002年12月には全国47都道府県版を稼動する。
当初のリンク総件数は、延べ10万件ほどではあったが、2007年2月では30万件を超えるまでになった。
2011年5月31日にサービスを停止し、サイトは閉鎖された。

## 名前の由来
まず、「impulse（インパルス）」とは、トヤマデータセンターがパソコンショップを展開していた際にショップ名として使っていたもの。
富山県内のパソコンショップでインパルスと言う名前が有名だったため、インターネット検索サイトを開設する際、インパルスのように多くの人に『知っていただきたい』、『使っていただきたい』という思いと、社員が長い間親しんだ名前であることから「インパルス」に決めたという。

## 検索機能
検索機能は、次の2つを装備しており、用途に応じて使い分ける。

### ディレクトリー検索
トップページには約30の「大項目」と、それをさらに細かく分類した最大15の「中項目」による『文字メニュー』がある。
その項目の中から、探している情報がリンクされていると思われるメニューをクリックすることにより「リンクページ」（2ページ目）が表示され、そのサイト一覧から目的のサイトを閲覧する仕組みになっている。

### キーワード検索
キーワード検索は、impulseのサイト内検索である「ナビ内検索」と、検索エンジンを選択して使用する「web検索」を装備している。
「ナビ内検索」は現在表示されている地域情報ナビ内での検索と、全国47都道府県を対象とした検索が可能となっている。「web検索」は、リストボックスに入っている12個の検索エンジンの中から利用者が用途に応じて選択して使用する仕組みになっている。

## 特長

### 検索機能（文字メニュー）
トップページの文字メニューを構成する「大項目」と「中項目」の組み合わせにより、リンクするサイトが整理されている。
例えば、大項目「お店・ショッピング」-中項目「スポーツ」と、大項目「スポーツ」-中項目「○○○」では、リンクされているサイトに違いがある。
前者は、"お店"という言葉が付いているため、スポーツ関連の商品やサービスを販売しているお店がリンクされており、後者は同好会やチームの紹介、競技に関する基礎知識など、スポーツを楽しむためや、知るためのサイトがリンクされている。
一見、文字が多くて見難いというイメージを受けるが、使い続けることによって「どこ」に、「どんな情報がある」かが、わかってくると便利な検索サイトである。

### 検索機能（リンクページ）
リンクページは、サイトが検索しやすいように中項目毎に「市町村別」、「ジャンル別」、「50音順」 などに分類されている。
リンクページが表示された後、リストボックス内の分類をクリックすることによりスクロールが移動するので、そこから目的のサイトを探すことができる。
特に特長として大きなものは、市町村合併によりエリアが大きくなり、地区を限定することが難しくなってきている中で、市町村合併前の市町村名を分類名に残すことによって、地域を細分化して土地鑑のない人でもわかりやすいよう工夫をしている。

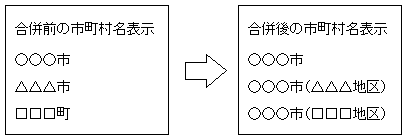
リンクページ内 リストボックスの分類表示イメージ

また、リンクページから目的のサイトを見つけるということは、リアルな世界に例えると、『街をぶらぶら歩きながら、ちょっと気になるお店を覗いてみる』という雰囲気で、その地域を楽しんでもらうこと、新しい発見をしてもらうことを狙いにしている。

### 検索機能（かんたん検索）
初心者や高齢者が苦手とする、絞り込み検索や検索キーワードで悩む必要のない文字メニューを採用し、情報収集のためのインターネットのスタートページとして活用できるように項目名は選別している。また、ブラウザソフトの「お気に入り」や「ブックマーク」にいちいち登録しなくても、そのまま使うことができる。
リンクページにある各サイトには紹介文が記載されており、わざわざページを開かなくても内容が理解できるようになっている。また、2回のマウスクリックで簡単に目的のサイトに辿りつけるようリンクページは2階層までである。

### 全国版検索サイト
地域情報ナビ impulseは、全国47都道府県のimpulseの集合体の名称であり、各地域版への画面切り替えはもちろん、キーワード検索も全国対象が可能である。1つずつは地域に密着したものとなっているが、集合体でみると地域情報が満載された全国版検索サイトであると言える。

### 安全性
サイト登録時には、安全、安心できるサイトであることを確認しているので、若年者や高齢者も安心して利用することができる。
アダルトサイトや、運営会社が定かではないようなビジネスサイトなどは掲載しないように注意されている。

## サービス
検索サイトとは別に次の情報発信サイトを提供している。
これは、impulse上に情報発信・交換のスペースを提供することによって、サイトを利用した利用者参加型の双方向性のサービスを提供し各分野での地域活性化を目的にしている。
impulseボランティア情報
地域内のボランティア活動や、ボランティア募集等の情報を発信。
impulse B2B調達情報
企業間取引のマッチングスペースの提供、B2B関連リンク集の提供。
impulse 県内イベント情報
富山情報ナビのみで稼動しているサービス。各種イベント情報の発信。